# Hejjala, Ramanagara
Hejjala là một làng thuộc tehsil Ramanagara, huyện Ramanagara, bang Karnataka, Ấn Độ.